# 儒岙镇
儒岙镇，中国浙江省绍兴市新昌县下辖的一个镇。

## 辖区
该镇辖有：	龙山居委会、官元庙村、屋沿坑村、庄山村、上里村、石磁村、东山村、东家坑村、旧宅村、横渡桥村、甘湾村、上八坞村、治国坞村、里外岙村、儒一村、儒二村、五王村、南山村、横山村、王渡里村、王渡口村、天姥新村、圳塍村、雅张村、会墅岭村、横畈桥村、黄泥丘村、锦硠坑村、上道地村、鱼将村、新任村、硠下村、前洋市村、坑里村、南芦村、祥棠村、大江村、余家口村、居桥安村、井杨村、回竹山村、天姥林场